# Nowa Sarzyna
Nowa Sarzyna è un comune urbano-rurale polacco del distretto di Leżajsk, nel voivodato della Precarpazia.
Ricopre una superficie di 144,55 km² e nel 2004 contava 22 100 abitanti.